# Sidse Babett Knudsen
Pour les articles homonymes, voir Knudsen.
Sidse Babett Knudsen [ˈsisə babɛd̥ ˈkʰnusn̩] est une actrice danoise née le 22 novembre 1968 à Copenhague.
Elle est notamment connue pour son interprétation d'une Première ministre danoise dans la série télévisée à succès Borgen, une femme au pouvoir. En 2016, elle obtient le César de la meilleure actrice dans un second rôle pour son interprétation dans L'Hermine.

## Biographie
Fille d'un photographe, Ebbe Knudsen (26 octobre 1944 - 7 janvier 2012), et d'une enseignante, Susanne Andersen, Sidse Babett Knudsen passe son enfance en Afrique, notamment en Tanzanie, où elle est élève dans une école internationale qui lui permet d'apprendre l'anglais en plus du danois maternel. Sa vocation d'actrice est née lorsqu'elle a huit ans, s'imaginant adolescente « en héroïne de Tennessee Williams ».
Le séjour d'un an qu'elle entame à Paris à l'âge de 18 ans – sur un coup de tête– dure finalement six ans, durant lesquels elle étudie à l'école internationale de théâtre et de mime Jacques Lecoq, en plus de l'école du théâtre de l'Ombre de 1987 à 1990 où elle a pour professeur Frédéric Merlo. Durant son séjour, elle travaille comme fille au pair et fait d'autres petits boulots, va au cinéma et fréquente Beaubourg où elle apprend le français en lisant une traduction de La Métamorphose de Kafka.
Elle continue sa formation à New York, avant de rentrer au Danemark en 1992, lassée de « survivre ». Sidse Babett Knudsen est célibataire et mère d'un fils, né en 2004, mais n'aime pas s'exprimer sur sa vie privée dans les interviews,.

### Carrière
À son retour au Danemark, la comédienne se dirige d'abord vers le théâtre, en débutant avec Peer Gynt, montée par une de ses amies, puis elle enchaîne avec un autre rôle pour le même groupe de théâtre, et, selon elle, de la même façon qu'elle attendait à Paris, elle s'est mise à attendre au Danemark. Elle connaît la reconnaissance des critiques dans le film Let's Get Lost, en 1997. Cette comédie d'improvisation lui vaut le prix Robert et le prix Bodil de la meilleure actrice, équivalent des Césars. Elle tient le premier rôle de The One and Only, réalisé par Susanne Bier (1999) et tourne divers films danois, suédois et allemand.
En 2006, sa carrière prend un tournant grâce à sa participation au film After the Wedding, réalisé par Bier et dans lequel elle joue aux côtés de Mads Mikkelsen, qui lui permet de voir sa notoriété franchir les frontières scandinaves. Mais c'est avec sa prestation de Birgitte Nyborg dans la série Borgen, une femme au pouvoir qu'elle connaît la consécration, puisque la série connaît un large accueil critique et public international. Le grand succès international de Borgen, qui lui a ouvert « beaucoup de portes », et sa maîtrise courante de l'anglais et du français en plus du danois la mènent au milieu des années 2010 à jouer dans des films anglophones et francophones.
En 2014, elle tient le rôle principal du long-métrage dramatique The Duke of Burgundy, qui marque son premier long-métrage en langue anglaise. En 2015, elle partage la vedette avec Fabrice Luchini dans la comédie dramatique L'Hermine, qui lui vaut le César de la meilleure actrice dans un second rôle, puis sera à l'affiche du thriller Inferno avec Tom Hanks.
En 2016, elle fait partie du casting de la première saison de la série Westworld, diffusée sur HBO, dans laquelle elle interprète le rôle de Theresa Cullen, la directrice de l'assurance qualité du parc d'attractions futuriste où se déroule l'intrigue. Elle tient ensuite le rôle d'Irène Frachon dans le film La fille de Brest, réalisé par Emmanuelle Bercot, qui lui vaut une nomination au César de la meilleure actrice.

## Filmographie

### Au cinéma

#### Longs métrages
- 1997 : Thérapie russe d'Éric Veniard : Mette
- 1997 : Let’s Get Lost de Jonas Elmer : Julie
- 1998 : Motello de Steen Rasmussen et Michael Wikke : Julie
- 1999 : Mifune - Dogme III (Mifunes sidste sang) de Søren Kragh-Jacobsen : Bibbi
- 1999 : Den eneste ene de Susanne Bier : Sus
- 2000 : Max de Trine Piil Christensen : Sarah 'Max' Engel
- 2000 : Mirakel de Natasha Arthy : Mona Petersen
- 2001 : Monas verden de Jonas Elmer : Mona
- 2001 : Fukssvansen  de Niels Arden Oplev : Rita
- 2003 : Se til venstre, der er en Svensker de Natasha Arthy : Katrine
- 2004 : Villa Paranoïa d'Erik Clausen : Olga Holmgård
- 2004 : Le Fakir (Fakiren fra Bilbao) de Peter Flinth : Louise
- 2006 : After the Wedding (Efter Brylluppet) de Susanne Bier : Helene Hannson
- 2007 : With Your Permission (Til døden os skiller) de Paprika Steen : Bente
- 2008 : Blå mænd de Rasmus Heide : Lotte
- 2009 : Above the Street, Below the Water (Over gaden under vandet) de Charlotte Sieliing : Anne
- 2010 : Parterapi de Kenneth Kainz : Puk Agerbo
- 2012 : Sover Dolly på ryggen? d'Hella Joof : Sandra
- 2014 : Kapgang de Niels Arden Oplev : Lizzi
- 2014 : The Duke of Burgundy de Peter Strickland : Cynthia
- 2015 : L'Hermine de Christian Vincent : Ditte Lorensen-Coteret
- 2016 : Un hologramme pour le roi (A Hologram for the King) de Tom Tykwer : Hanne
- 2016 : Inferno de Ron Howard : Dr Elizabeth Sinskey
- 2016 : La Fille de Brest d'Emmanuelle Bercot : Irène Frachon[13],[14]
- 2017 : Ikitie d'Antti-Jussi Annila : Sara
- 2019 : Les Traducteurs de Régis Roinsard : Helene Tuxen
- 2020 : Wildland (Kød & Blod) de Jeanette Nordahl : Tante Bodil
- 2020 : Limbo de Ben Sharrock : Helga
- 2023 : Juste ciel ! de Laurent Tirard : Mère Joséphine
- 2023 : Club Zero de Jessica Hausner : Miss Dorset
- 2023 : Ehrengard ou l'Art de la Séduction (Ehrengard: The Art of Seduction) de Bille August : la Grande Duchesse
- 2024 : Sons (Vogter) de Gustav Möller : Eva
- 2024 : Le Fil de Daniel Auteuil : Maître Annie Debret
- 2025 : 13 jours, 13 nuits de Martin Bourboulon : Kate

#### Courts métrages
- 1997 : Fanny Farveløs de Natasha Arthy
- 1997 : En stille død de Jannik Johansen : Sally
- 2004 : Dogville: The Pilot de Lars von Trier : Grace

#### Doublage
- 1999 : Tarzan de Kevin Lima et Chris Buck : Tok (voix danoise)
- 2002 : L'Enfant qui voulait être un ours (Drengen der ville gøre det umulige) de Jannik Hastrup : la femme
- 2004 : Bjørno & Bingo de Sabine Ravn : Bingo, le pingouin
- 2009 : Torben et Sylvia (Æblet & ormen) de Anders Morgenthaler et Mads Juul : Sylvia

### Télévision

#### Séries télévisées
- 1994 : Jo værre, jo bedre
- 1995 : Juletestamentet (da) : Mercedes
- 1996 : Charlot og Charlotte (da) : Helle
- 1997 : Gufol mysteriet (da) : Une femme
- 1997 : Drengen de kaldte Kylling (da) : la mère de Sandy
- 1997-1998 : Strisser på Samsø (da) : Hanne Jense
- 1997-1999 : Taxa : Milla
- 2004 : Preuve à charge (en) (Proof) : Charlotte Bradley
- 2010-2013 : Borgen, une femme au pouvoir (Borgen) : Birgitte Nyborg Christensen (30 épisodes)
- 2015 : 1864 : Johanne Luise Heiberg (6 épisodes)
- 2016 : Westworld : Theresa Cullen (8 épisodes)
- 2017 : Philip K. Dick's Electric Dreams : Jill (saison 1, épisode 4)
- 2022 : Borgen : Le pouvoir et la gloire (Borgen - Riget, Magten, og Æren) : Birgitte Nyborg Christensen (8 épisodes)
- 2026 : Kill Jackie

## Distinctions
Pour « son immense talent, pour les liens qu’elle continue de tisser avec le monde artistique français », l'actrice est faite chevalier de l'ordre des Arts et des Lettres le 7 octobre 2014 par l'ambassadeur de France au Danemark. Cette récompense salue la figure de femme moderne qu'elle incarne et « l’exemplarité du Danemark qui a réussi à atteindre les plus hauts standards d’égalité et de women empowerment »,.
En plus de cette distinction officielle, Sidse Babett Knudsen a accumulé les récompenses décernées par les professionnels du cinéma, notamment à la suite du succès international de Borgen, une femme au pouvoir, qui lui vaut en 2010 une nomination à l'Emmy Award de la meilleure actrice internationale.

### Récompenses
- 1998 : Robert de la meilleure actrice pour Let's Get Lost
- 1998 : Bodil de la meilleure actrice pour Let's Get Lost
- 2000 : Robert de la meilleure actrice pour Den eneste ene
- 2000 : Bodil de la meilleure actrice pour Den eneste ene
- 2007 : meilleure actrice au Festival du cinéma nordique de Rouen pour Efter brylluppet
- 2011 : Nymphe d'or de la meilleure actrice au Festival de télévision de Monte-Carlo
- 2014 : meilleure actrice (ex æquo) au Festival du film de Turin pour The Duke of Burgundy
- 2016 : César de la meilleure actrice dans un second rôle pour L'Hermine

### Nominations
- 2002 : Bodil de la meilleure actrice pour Monas verden
- 2004 : Robert de la meilleure actrice pour Se til venstre, der er en Svensker
- 2007 : Bodil de la meilleure actrice pour Efter brylluppet
- 2007 : Robert de la meilleure actrice pour Efter brylluppet
- 2012 : International Emmy Awards de la meilleure actrice pour Borgen
- 2015 : Bodil de la meilleure actrice dans un second rôle pour Kapgang
- 2015 : Robert de la meilleure actrice pour Kapgang
- 2017 : Lumière de la meilleure actrice pour La Fille de Brest
- 2017 : César de la meilleure actrice pour La Fille de Brest

## Voix françaises
Bien que maîtrisant la langue française, Sidse Babett Knudsen est doublée à quatre reprises par Marjorie Frantz en France depuis Borgen, une femme au pouvoir.